# Vouskatcovití
Vouskatcovití (Ginglymostomatidae) je nepočetná čeleď žraloků z řádu malotlamci, jejíž zástupci žijí při dně v tropických a subtropických mělkých pobřežních vodách všech oceánů.

## Popis
Jedná se o menší až středně velké, při dně žijící žraloky dorůstající 0,5 až 3 m v závislosti na druhu. Hlava je široká, shora zploštělá, rypec je zakulacený. Malá subterminální ústa jsou umístěna dalece za hranicí očí. V okolí nozder se nachází vousky. Za okem je umístěno malé spirakulum. Počet žaberních štěrbin dosahuje čtyř nebo pěti. Obě hřbetní ploutve jsou bez trnů, přičemž druhá hřbetní ploutev vyrůstá vzdálenostně před řitní ploutví. Prsní ploutve jsou poměrně velké, široké a zakulacené. Ocasní ploutev je mnohem kratší než tělo, spodní lalok je jen krátký, horní lalok má ocasní zářez.

## Výskyt
Vyskytují se v tropických a subtropických pobřežních vodách všech oceánů. Na západě Atlantiku obývají pobřeží od severu Spojených států amerických po jižní Brazílii, na východě Atlantiku hlavně africké pobřeží. Častí jsou v Indickém oceánu od jižní Afriky po severní Austrálii a indopacifickou oblast, na západě Pacifiku na sever až k Japonsku a na východě Pacifiku od Mexika po Peru. Stanoviště vouskatcovitých tvoří mělké vody do 130 m s písčitým dnem, skalnaté a korálové útesy, laguny a mangrovy.

## Biologie
Jsou to noční tvorové, kteří většinu času tráví pomalým proplouváním u dna moře, kde hledají potravu. Živí se různými živočichy jako jsou kostnaté ryby, krabi, krevety a další korýši, hlavonožci, korály, ježovky a pláštěnci.

## Systematika
K vouskatcovitým se řadí následující druhy:
- rod Ginglymostoma J. P. Müller & Henle, 1837
  - Ginglymostoma cirratum Bonnaterre, 1788 (žralok vouskatý)
  - Ginglymostoma unami Del-Moral-Flores, Ramírez-Antonio, Angulo & Pérez-Ponce de León, 2015[6]
- rod Nebrius Rüppell, 1837
  - Nebrius ferrugineus Lesson, 1831 (žralok rezavý)
- rod Pseudoginglymostoma Dingerkus, 1986
  - Pseudoginglymostoma brevicaudatum Günther, 1867 (žralok krátkoocasý)